# 안웨시
안웨시(중국어: 安悦溪, 한자음: 안열계, 1989년 6월 10일 ~ )는 중국의 배우이다.
산둥성 웨이팡시에서 태어났다.

## 방송
- 노종금야백지우견청춘
- 과계가왕 2
- 선풍소녀 2
- 화천골
- 미인제조